# Anoia, Barcelona

Comarca Anoia

Anoia (spaniolă Noya) este o comarcă, din provincia Barcelona în regiunea Catalonia (Spania).
1. ↑   http://www.idescat.cat/pub/?id=aec&n=203 Lipsește sau este vid: |title= (ajutor)